# Pieter Corneliszoon Hooft (Schiff)
Die Pieter Corneliszoon Hooft war ein Kombischiff, welches 1926 von der Werft Société des Ateliers et Chantiers de la Loire, St. Nazaire, Frankreich für die Stoomvaart Maatschappij „Nederland“, Amsterdam, Niederlande gebaut wurde. Sie galt als das „Unglücksschiff“ der Reederei.

## Geschichte
Nachdem schon auf ihrer Bauwerft zweimal vermutlich aufgrund von Kurzschlüssen Feuer ausbrach, wurde die Pieter Corneliszoon Hooft im Juli 1926 unter der Baunummer 256 an ihre Reederei abgeliefert, erreichte IJmuiden am 23. des Monats zum ersten Mal und fuhr bis 1931 im Liniendienst auf der Strecke Amsterdam-Java.
Da das Schiff sich trotz des Einbaus der damals größten lieferbaren Sulzer-Dieselmotoren als zu langsam erwiesen hatte, wurde es 1931 verlängert, umgebaut und mit zwei stärkeren Sulzer-Dieselmotoren ausgerüstet. Während der darauffolgenden Probefahrt platzte ein Kessel.
Am 13. November 1932 geriet die P. C. Hooft während einer Begasung mit Blausäuregas in Amsterdam erneut in Brand. Um ein Überspringen der Flammen zu verhindern, schleppte man das Schiff auf das offene Wasser, wo es neun Tage lang brannte. Während das ausgebrannte Wrack daraufhin zum Abbruch nach Hendrik-Ido-Ambacht geschleppt wurde, kenterte es zunächst beinahe. Bei Pernis lief die Pieter Corneliszoon Hooft auf Grund, geriet ins Treiben, um anschließend in der Abwrackwerft ein weiteres Mal in Brand zu geraten und zu sinken. Daraufhin konnte sie erst nach dem Auspumpen endgültig zerschnitten werden. Ersetzt wurde das Schiff durch die Neptunia.